# Monnerville
Monnerville is een gemeente in het Franse departement Essonne (regio Île-de-France) en telt 351 inwoners (1999). De plaats maakt deel uit van het arrondissement Étampes.

## Geografie
De oppervlakte van Monnerville bedraagt 8,3 km², de bevolkingsdichtheid is 42,3 inwoners per km².

## Verkeer en vervoer
In de gemeente ligt spoorwegstation Monnerville.
De onderstaande kaart toont de ligging van Monnerville met de belangrijkste infrastructuur en aangrenzende gemeenten.

## Demografie
Onderstaande figuur toont het verloop van het inwonertal (bron: INSEE-tellingen).